# 591 aC
L'any 591 aC és un any del calendari romà. Durant l'Imperi Romà era conegut com a any 163 ab urbe condita. Es denomina any 591 aC des de principis de l'edat mitjana, quan s'estableix el calendari Anno Domini.

## Esdeveniments

### Àfrica

#### Antic Egipte
- El faraó Psamètic II viatja a Palestina i Fenícia, fins a la ciutat de Biblos.[1]

### Àsia

#### Proper orient
- Aliates II es nega a lliurar els líders escites que havien fugit a l'Àsia Menor, a Ciaxares. Comença la guerra entre Lídia i Mèdia. Urartu i Mana són incorporats al regne Mede.[2]

#### Antiga Xina

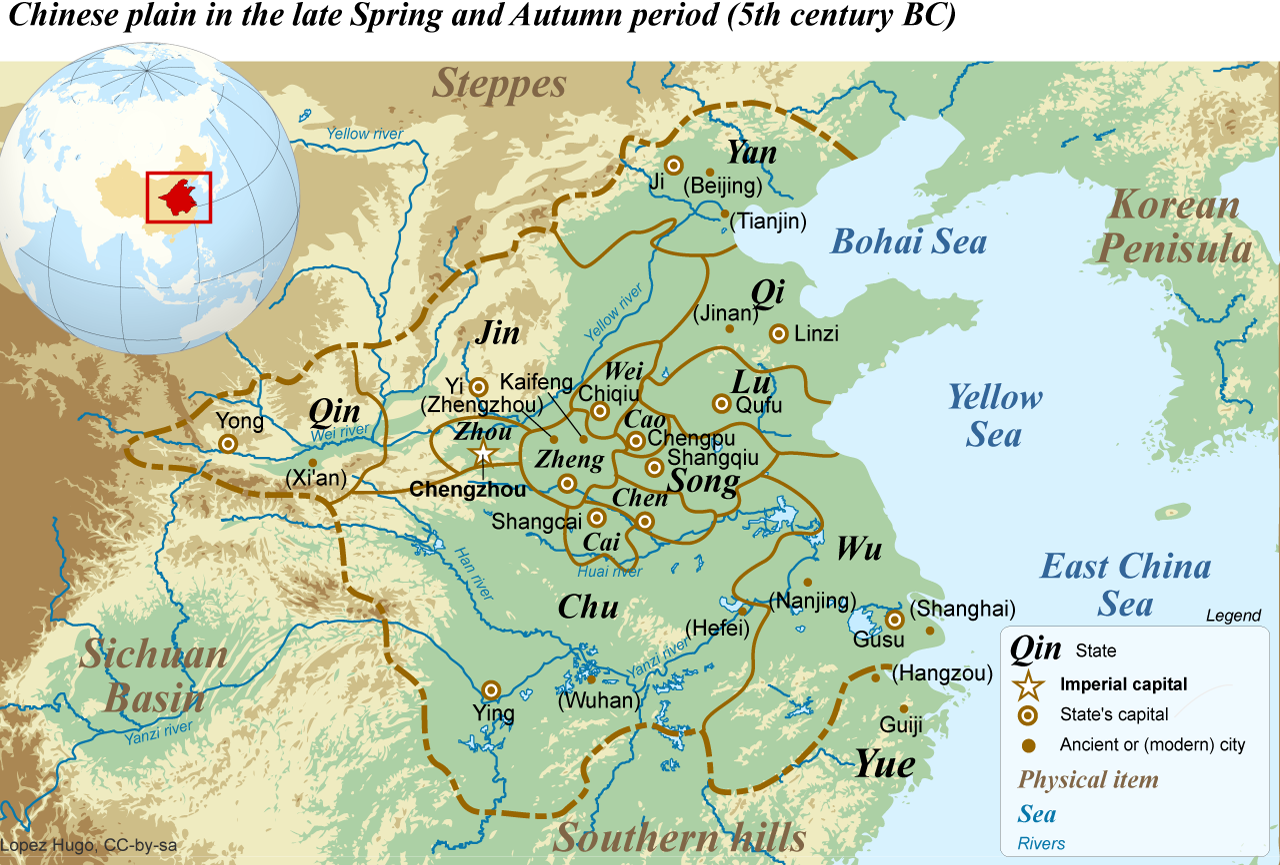
L'Antiga Xina del segle V a.C.

- Primavera: les tropes del príncep Jin i l'hereu de Wei ataquen Qi i el derroten. El príncep Qi negocia i quan envia el princep hereu com a ostatge, els Jin aturen la guerra.[3]
- Primavera: L'estat de Lu fa una campanya militar contra Qi.[4]
- 7ª lluna: Els Zou assessinen el príncep Zeng (Zi) a Zeng.[5]
- 7ª lluna, el dia de Jia-xu: El rei de Chu Zhuang wang mor i el seu fill Shen (Gong-wang) assoleix el tron.[6] Aquest és el primer rei de Chu que té la data de la seva mort anotada a l'obra de "Chunqiu".[7]
- 7ª lluna: l'ambaixador de Lu, Gongsun Gui-fu visita l'estat de Jin.[8]
- 10ª lluna, el dia de Zhen-xu: mor el príncep Lu Xuan-gong[9] i és succeït pel seu fill Hei-gung (Cheng-gun, que regnarà entre el 590 i el 573 aC).[10]

## Necrològiques
- El rei Zhuang de Chu.[7]
- 10ª lluna, dia de Zhen-zu: Mor el príncep Lu Xuan-gong.[9]